# Wouter Barendrecht
Wouter Barendrecht est un producteur néerlandais né le 5 novembre 1965 aux Pays-Bas et décédé le 5 avril 2009 à Bangkok, Thaïlande.

## Filmographie
- 2000 : The Goddess of 1967
- 2002 : Vampire Hunters
- 2002 : Le Baiser de l'ours (Bear's Kiss)
- 2002 : Printemps dans une petite ville (Xiao cheng zhi chun)
- 2003 : Party Monster
- 2003 : 16 Years of Alcohol (en)
- 2003 : The Tulse Luper Suitcases, Part 1: The Moab Story
- 2003 : Last Life in the Universe (Ruang rak noi nid mahasan)
- 2003 : The Tulse Luper Suitcases: Antwerp
- 2003 : Grimm
- 2003 : The Tulse Luper Suitcases, Part 3: From Sark to the Finish
- 2004 : P.S.
- 2004 : Mysterious Skin
- 2006 : The Night Listener
- 2006 : Invisible Waves
- 2006 : When the Road Bends: Tales of a Gypsy Caravan
- 2006 : Shortbus
- 2006 : Sang sattawat
- 2006 : Hei yan quan
- 2006 : Ober
- 2007 : Luo ye gui gen (en)
- 2007 : The Home Song Stories (en)
- 2007 : Ploy
- 2007 : Kuaile gongchang
- 2007 : L'Homme de Londres (A Londoni férfi)
- 2008 : Tokyo Sonata (トウキョウソナタ, Tōkyō Sonata) de Kiyoshi Kurosawa
- 2008 : Eid milad Laila
- 2008 : Disgrace
- 2009 : Against the Current
- 2009 : Nang mai
- 2009 : Visage